# 皮诺·多尔多尼
朱塞佩·“皮诺”·多尔多尼（義大利語：Giuseppe "Pino" Dordoni，1926年6月28日—1998年10月24日），意大利男子田径运动员。他曾代表意大利参加1948年、1952年、1956年和1960年夏季奥林匹克运动会田径比赛，获得一枚金牌。